# Sant Salvador de Puigsec
Sant Salvador de Puigsec és una capella amb elements romànics i gòtics de Lladurs (Solsonès) protegida com a Bé Cultural d'Interès Local.

## Descripció
Restes d'una capella aïllada situada al serrat de Puigsec, al costat de la masia del mateix nom, també en runes, al poble de Lladurs. La capella envoltada de bosc és de difícil visibilitat i accés. Consta d'una sola nau de planta rectangular amb absis semicircular. Tot i que manté en part l'estructura original es troba en estat de runa, alguns trams de mur i la coberta de la nau estan ensorrats i l'interior, envaït per la vegetació, presenta restes d'arrebossat. El parament està bastit de pedres ben tallades disposades en filades regulars i unides amb morter. S'hi accedeix des de la façana lateral per un portal de mig punt adovellat amb brancals de carreus. Destaca l'arc apuntat de l'absis amb dovelles i brancals de grans blocs de pedra escairada.

## Història
La capella podria ser del segle XII amb reformes posteriors, tot i que no hi ha referències documentals medievals. Es coneix que va estar oberta al culte públic a mitjans del segle xix.